# Zaganiacz płowy
Zaganiacz płowy (Iduna opaca) – gatunek małego, wędrownego ptaka wróblowego z rodziny trzciniaków (Acrocephalidae), dawniej włączanej do pokrzewkowatych (Sylviidae). Lęgi odbywa w Hiszpanii i północno-zachodniej Afryce, zimuje w Afryce Zachodniej. Nie wyróżnia się podgatunków. Nie jest zagrożony wyginięciem.

## Występowanie
Nieliczny, lokalny. Na lęgowiskach w okresie marzec-październik.
W okresie lęgowym zamieszkuje Maroko, Algierię, Tunezję oraz południową i północno-wschodnią Hiszpanię. Spotykany jest na wrzosowiskach z krzewami, w sadach, małych lasach i ich skrajach, dużych ogrodach i nad rzekami. Zimuje w Afryce Zachodniej – od zachodniej Mauretanii, Senegalu, Gambii, Gwinei Bissau i Gwinei po Niger i Nigerię. 

## Opis
| Długość ciała | Rozpiętość skrzydeł | Masa ciała |
| ------------- | ------------------- | ---------- |
| 13–14 cm      | 18–21 cm            | 8–13 g     |

### Wygląd
Jest to mały, smukły ptak o długim ogonie i jasnobrązowym ubarwieniu z długim, szerokim dziobem. Spód i gardło jasne. Ogon jednolity.
Przypomina trzcinniczka, ale w słabym świetle można go także pomylić z zaganiaczem szczebiotliwym, natomiast w północno-zachodniej Afryce jest bardzo podobny do podgatunku zaganiacza bladego – reiseri. 
Wierzch jasnobrązowy bez oliwkowego odcienia. Gardło białawe, bok ciała jasnoszaropłowy. Między okiem a dziobem przebiega jasny, krótki pasek. Obrączka oczna nieprzerwana, kantarek jasny. Dziób długi i szeroki, pomarańczowy z ciemnym wierzchem i końcem. Nogi szarobrązowe. Brak wstawki na skrzydle, projekcja lotek ± ½ długości lotek trzeciego rzędu. Ogon zaokrąglony, szeroki, w barwie jednolitej. Białe zakończenie na sterówkach bardzo wąskie lub brak.

### Głos
Głos jest bardzo podobny do zaganiacza bladego i zwykle nieodróżnialny, ale śpiew jest mniej zgrzytliwy i skrzypiący. Sylaby kontaktowe piosenki to czek...czek...czek. Wydaje też twarde stuknięcia „czup” oraz nosowe, szorstkie „tżep”.

### Zachowanie i lot
Nie kiwa ogonem bądź robi to nieczęsto. Pokarmu poszukuje na różnych wysokościach.
W locie widać szerokie: ogon i skrzydła. Głowa jest wydłużona. Brak kontrastu w ubarwieniu.

### Pierzenie
Pierzy się częściowo pod koniec lata i jesienią oraz całkowicie zimą i na początku wiosny (dotyczy wszystkich grup wiekowych).

## Ekologia
Jaja zaganiacza płowego są białe z czarnymi żyłkami. Żywi się głównie owadami.

## Status zagrożenia
W Czerwonej księdze gatunków zagrożonych Międzynarodowej Unii Ochrony Przyrody zaganiacz płowy został zaliczony do kategorii LC (ang. Least Concern – gatunek najmniejszej troski). Liczebność populacji nie została oszacowana, ale ptak ten opisywany jest jako lokalnie pospolity. BirdLife International ocenia trend liczebności populacji jako spadkowy.